# تاکومی اوگاوا
تاکومی اوگاوا (ژاپنی: 小川 巧؛ زادهٔ ۲۷ آوریل ۱۹۸۲) یک بازیکن فوتبال اهل ژاپن است.
از باشگاه‌هایی که در آن بازی کرده‌است می‌توان به باشگاه فوتبال ماچیدا زلویا و باشگاه فوتبال فوجی‌ئدا اشاره کرد.